# 開朗的家族砲計畫！
《開朗的家族砲計畫！》（明るい家族砲計画っ!）是新木伸著作、插畫的輕小說作品。由Fami通文庫出版，全部共五集，已完結，繁體中文版由東立出版社代理發行。

## 故事簡介
新城拓真和神崎美奈當了十五年青梅竹馬，旁若無人的親密模樣令他們被稱為「神之情侶」。有一天，拓真家中寄來了一顆大蛋，晚上蛋中更孵化出一個自稱是拓真未來女兒的少女。並從始令拓真與美奈的感情產生變化。

## 登場人物
新城拓真
高中一年級生，父母因工作關係皆不在家，而和堂哥一起住。和美奈不是情侶但能輕易做出親暱行為，得知美奈是未來妻子後卻連日常對話也不行，但在光和朋友們的幫助下，與美奈的感情更加親密。
神崎美奈
與拓真當了十五年的青梅竹馬，住在新城家旁，兩家屋簷相連，兩人的睡房只有幾步的距離，從幼稚園算起有七成機率同班。喜歡幫人改奇怪的綽號及嘗試各種奇怪食物。有著異常的適應力，可以很快接受光和說仔來自未來，也可以對未來的道具迅速上手。
新城光
蛋中孵化的少女，自稱是拓真和美奈二十年後排第四十六的女兒。誕生時已以高速睡眠學習完成了大學博士課程研修。家中只穿著襯衣，在拓真前毫不介意地換衣服。為了能看見拓真和美奈而到他們的班別上課，在學校與拓真的關係是親戚。
說仔
互動式說明書，和光的蛋一同寄到新城家，具有智慧、人格，說明書上的字會隨使用者的說話或想法改變。有著說明書三原則的條款，而且一旦說謊會立即停止機能；不過在原則放寬的狀態下，可以透漏一些關於家族砲的知識與原理。曾經在"世界末日"因為違反三原則被燒毀一次，不過在時光的倒流之下恢復正常。
二之宮修二
紅不起來的23歲輕小說作家。拓真的堂哥，因為受拓真的父母拜託照顧拓真，而自一年前開始與拓真兩人一起居住，但其實是他比較需要被照顧。常拖稿，截稿日前情緒會較興奮，而且生活和思緒會比平常混亂，但其實有能力一下子寫完好幾章。科幻迷，即使知道了光的來歷都毫不感到驚訝，對來自未來的奇怪事物都能一下子接受。
加茂田繁
拓真的朋友，身材較一般高中生要高大，是個好色的人。最近開始和優貴交住，為了交住順利而向拓真求助。
小日向優貴
美奈自小學認識的密友，個子細小、留有長髮。
東雲理央
小學六年級生，自稱拓真的未來老婆。事實上在理央的時空裡，拓真為霸王，理央則為夜之女王。
YOMI
型號為VR-0043的武裝機械人，是理央女兒，平時不輕易展露臉色。不過相當為拓真著想

## 小說
| 卷數 | 卷數                | 日文版             | 發售日期       | 中文版                 | 發售日期      | 備註 |
| ---- | ------------------- | ------------------ | -------------- | ---------------------- | ------------- | ---- |
| 1    | 開朗的家族砲計畫！1 | ISBN 9784757742864 | 2004年4月10日  | ISBN 978-986-10-3562-8 | 2009年5月21日 |      |
| 2    | 開朗的家族砲計畫！2 | ISBN 9784757744837 | 2008年10月30日 | ISBN 978-986-10-4157-5 | 2009年8月27日 |      |
| 3    | 開朗的家族砲計畫！3 | ISBN 9784757749306 | 2009年6月29日  | ISBN 978-986-10-5110-9 | 2010年2月4日  |      |
| 4    | 開朗的家族砲計畫！4 | ISBN 9784047261976 | 2009年12月26日 | ISBN 978-986-10-6341-6 | 2010年9月16日 |      |
| 5    | 開朗的家族砲計畫！5 | ISBN 9784047266551 | 2010年7月30日  | ISBN 978-968-10-7199-2 | 2011年2月24日 |      |

作者網站http://www.araki-shin.com/araki/ （页面存档备份，存于）